# Боровое (Зиминский район)
Боровое — населённый пункт (участок) в Зиминском районе Иркутской области России. Входит в состав Хазанского муниципального образования.

## География
Находится примерно в 34 км к западу от районного центра.

## Население
| 2002 | 2010 | 2011 | 2012 |
| ---- | ---- | ---- | ---- |
| 211  | ↘126 | →126 | ↗131 |

Гендерный состав
По данным Всероссийской переписи, в 2010 году в населённом пункте проживало 126 человек (59 мужчин и 67 женщин).